# Germaine (film)
Pour les articles homonymes, voir Germaine.
Pour plus de détails, voir Fiche technique et Distribution.
Germaine (Groenten uit Balen) est un film belge réalisé par Frank Van Mechelen et sorti en 2011.
Le scénario est inspiré de la pièce éponyme de Walter van den Broeck adaptée au cinéma par Guido Van Meir et l'écrivain lui-même. Le film raconte l'histoire d'une grève qui a eu lieu dans la fabrique de zinc Vieille Montagne à Balen.

## Synopsis
L'intrigue de Germaine suit une famille ouvrière pendant les neuf semaines que dure la grève. La famille habite un petit logement dans la cité, juste à côté de l'usine. La fille, Germaine Debruyker, a dix-huit ans et espère mieux réussir dans la vie que ses parents. Elle travaille comme caissière au GB de Mol. Son père, Jan Debruyker, gagne le pain de la famille et travaille comme ouvrier à la Vieille Montagne. Une grève sauvage, non reconnue par les syndicats, éclate parmi les ouvriers pour une augmentation du salaire horaire trop bas. La famille se retrouve sans revenu, comme tous les grévistes de la cité.
Des étudiants maoïstes de Louvain membres d'TPO/AMADA viennent montrer leur solidarité avec les grévistes. L'un d'eux, Luc Verheyen, est amoureux de Germaine. Jan, dont l'attitude par rapport à la grève évolue au cours de celle-ci écrit régulièrement au roi.

## Fiche technique
- Titre : Germaine
- Titre original : Groenten uit Balen
- Réalisation : Frank van Mechelen
- Scénario : Guido van Meir et Walter van den Broeck
- Musique : Koen Brandt
- Photographie : Lou Berghmans
- Montage : Pieter Smet et Frank van Mechelen
- Production : Corinne Appelmans
- Société de production : BNP Paribas Fortis Film Finance, Skyline Entertainment et Vlaams Audiovisueel Fonds
- Pays :  Belgique
- Genre : Drame et historique
- Durée : 110 minutes
- Dates de sortie : 
  -  Belgique : 14 décembre 2011[1]

## Distribution
- Evelien Bosmans : Germaine Debruyker[2]
- Stany Crets : Jan Debruycker
- Tiny Bertels : Clara Debruycker
- Michel Van Dousselaere : Bompa Debruycker
- Clara Cleymans : Alice
- Maarten Ketels : Leo
- Lucas Van den Eynde : Piet
- Herwig Ilegems : Rik (ami de Jan)
- Koen De Bouw : Monsieur Verheyen
- Veerle Dobbelaere : Madame Verheyen
- Bart Hollanders : Luc Verheyen
- Mathijs Scheepers : Jef Sleeckx
- Axel Daeseleire : Marcel
- Tom Dewispelaere : Kris
- Rik Verheye : Mondje
- Natalia Druyts : Nicole, caissière au GB
- Warre Borgmans : Bankdirecteur

autres rôles
- Matteo Simoni : un étudiant
- Stef Aerts : Arnou

## Le titre
Le titre original  Groenten uit Balen  est un jeu de mots entre « groenten » qui se traduit « légumes » et « groeten » : « salutations » utilisé dans une formule en fin de lettre Groeten uit Balen.

## Production
Le tournage a eu lieu en novembre 2010 à Balen, entre autres à l'usine datant de 1910 (aujourd'hui Nyrstar) à Balen-Wezel. L'ancienne cantine de l'usine Umicore d'Olen, et le quartier ouvrier Petite Russie à Zelzate ont aussi été utilisés. Le GB est situé à Alken dans le quartier de Laagdorp. L'ancien supermarché a été utilisé pour l'intérieur comme l'extérieur. Parmi les autres lieux, on compte l'ancien cinéma Rex à Essen ainsi que l'ancienne maison communale de Kapellen où le bureau d'un directeur d'agence, les guichets d'une agence CGER ainsi qu'un salon de coiffure avec des sèche-cheveux anciens ont été reproduits. Le quartier résidentiel, où habite la famille Verheyen, est le quartier de l'Europe du petit village de Millegem près de Mol.
Jef Sleeckx, qui, à l'époque, avait été fortement impliqué dans la grève a été sollicité comme conseiller historique pour préserver la justesse du film et identifier les moments cruciaux de la grève. 
L'écrivain Walter van den Broeck et son fils Stefan font eux aussi une petite apparition. Le tournage de la scène de la manifestation des grévistes, prévue à l'origine pour le 11 novembre 2010, avec 300 figurants, a dû être reportée d'une semaine à cause des conditions météorologiques épouvantables ce jour-là.
La pièce originale, Germaine (Groenten uit Balen), a été montée (en néerlandais) le 8 janvier 1972 par le Brussels Kamertoneel, avec Johan Van der Bracht et Wim Meeuwissen comme metteurs en scène et Jos Simons, Arnold Willems, Joanna Geldhof, Annelies Vaes et Johan Van Lierde comme acteurs. Depuis, la pièce a été montée des centaines de fois en Flandres.

## Distinctions
Ensors du cinéma, remis au cours du Festival du film d'Ostende
- Evelien Bosmans : meilleure actrice
- Tiny Bertels : meilleur second rôle féminin
- Lucas Van den Eynde : meilleur second rôle masculin